# Heilergeiger
Heilergeiger ist ein deutsches Architekturbüro, das im Jahr 2005 von Peter Geiger und Jörg Heiler in Kempten gegründet wurde.

## Partner
Peter Geiger (* 1969 in Kempten) machte 1991 den Gesellenbrief im Zimmererhandwerk und studierte von 1992 bis 1998 Architektur an der Technischen Universität München. 1998 machte er ein Sonderdiplom bei Uwe Kiessler. Von 1991 bis 2004 arbeitete Geiger bei Dieter Heiler. 2005 gründete Peter Geiger mit Jörg Heiler ein Architekturbüro. 2013 wurde er in den Bund Deutscher Architekten berufen.
Jörg Heiler (* 1969 in Kempten) studierte von 1989 bis 1992 Architektur an der Technischen Universität München und von 1992 bis 1995 an der Architectural Association School of Architecture in London, unter abderem bei Peter Salter und Peter Smithson. 1995 diplomierte er an der AA und des RIBA Part II. Von 1991 bis 2003 arbeitete er bei Dieter Heiler in Kempten. Im Jahr 2000 wurde er in den Bund Deutscher Architekten berufen. 2005 gründete Jörg Heiler mit Peter Geiger ein Architekturbüro. Im Jahr 2011 schrieb er eine Dissertation an der TU München bei Sophie Wolfrum und Karl Ganser. Zwischen 2014 und 2016 hatte er Lehraufträge an der Hochschule Nürnberg. 2017 wurde Heiler in die Deutsche Akademie für Städtebau und Landesplanung Landesgruppe Bayern berufen und 2020 folgte die Berufung in die Bayerische Akademie Ländlicher Raum. Seit 2021 ist Jörg Heiler Landesvorsitzender des BDA Bayern.

## Bauwerke
- 2010: Umbau Haus UMS, Kempten[1]
- 2010: Haus W, Kempten
- 2011–2014: Erweiterung Kinderkrippe St. Hedwig, Kempten (von Dieter Heiler)
- 2017: Umbau Haus R, Kempten
- seit 2016: Instandsetzung St. Josef, Memmingen (von Michael Kurz und Thomas Wechs)
- 2019: Kita Karoline Goldhofer, Memmingen mit Latz + Partner[2][3][4]

## Auszeichnungen und Preise
- 2012: Thomas Wechs Preis für Haus UMS, Kempten
- 2020: Deutscher Solarpreis für Kita Karoline Goldhofer, Memmingen[5]
- 2020: Hans Sauer Preis für Kita Karoline Goldhofer, Memmingen[6]
- 2021: Auszeichnung – Deutscher Architekturpreis für Kita Karoline Goldhofer, Memmingen[7]
- 2022: Auszeichnung – BDA-Preis Bayern für Kita Karoline Goldhofer, Memmingen[8]